# Col Needham

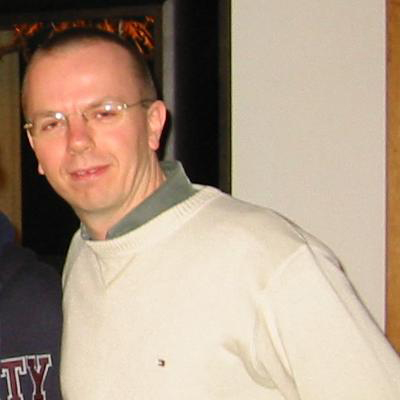
Col Needham

Colin Needham (ur. 26 stycznia 1967 w Manchesterze) – jeden z czterech założycieli Internet Movie Database (IMDb) i dyrektor generalny IMDb do momentu przejęcia przez firmę Amazon.com w 1998 roku.